# 蕭鉉
蕭 鉉（しょう げん、建元2年（480年）- 永泰元年1月25日（498年3月3日））は、南朝斉の皇族。河東王。字は宣胤。高帝蕭道成の十九男。

## 経歴
蕭道成と張淑妃のあいだの子として生まれた。永明4年（486年）2月、河東王に封じられた。柳世隆の娘を妃に迎えた。隆昌元年（494年）、驍騎将軍となった。同年（延興元年）8月、南徐州刺史として出向した。ついで中書令に転じた。同年（建武元年）、散騎常侍・鎮軍将軍の位を受け、兵佐を置いた。
明帝の治世において、高帝と武帝の子孫たちは粛清におびえており、蕭鉉は朝見のたびごとに身を縮こめて俯き、平行に直視することがなかった。まもなく侍中・衛将軍に転じた。建武4年（497年）正月、蕭鉉を擁立しようとしたとの名目で王晏が処刑され、蕭鉉は免官されて王邸に蟄居させられた。永泰元年正月丁未（498年3月3日）、明帝の病が重くなると、蕭鉉は明帝の命により殺害された。享年は19。2人の男子が襁褓の中にあったが、やはり殺害された。

## 伝記資料
- 『南斉書』巻35 列伝第16
- 『南史』巻43 列伝第33